# Joseph Needham

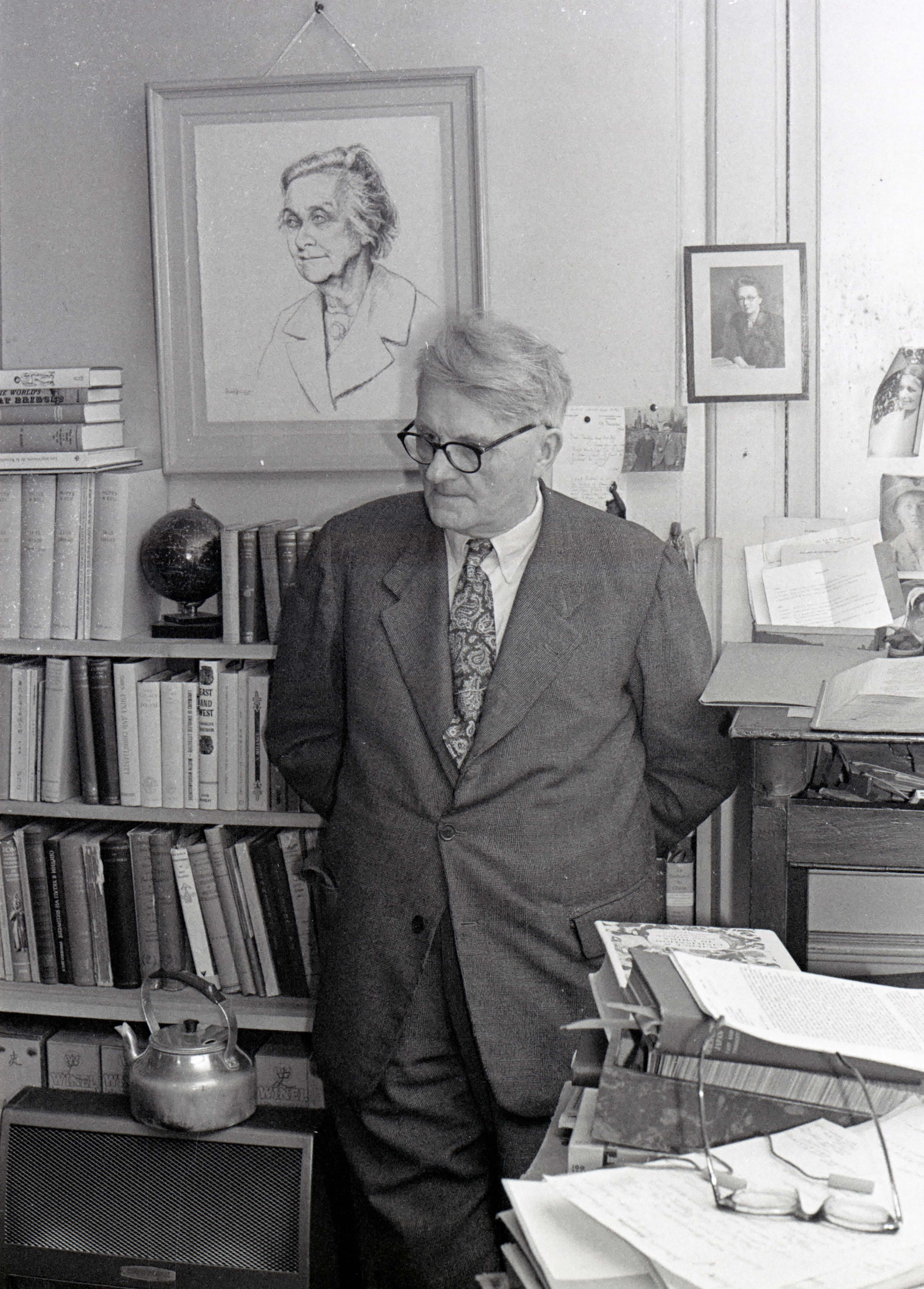
Joseph Needham, 1965

Noël Joseph Terence Montgomery Needham (* 9. Dezember 1900 in London; † 24. März 1995 in Cambridge) war ein britischer Sinologe und arbeitete als Biochemiker auf dem Gebiet der chinesischen Wissenschaftsgeschichte.

## Biografie und Bedeutung
Needham war der einzige Sohn von Joseph Needham, einem schottischen Arzt, und von Alicia Adélaide Needham, einer französisch-irischen Komponistin. Er absolvierte die Oundle School in Oundle und studierte an der Universität Cambridge, wo er 1921 seinen Bachelorgrad erhielt und 1925 promoviert. Danach arbeitete er als Biochemiker am Labor von Frederick Gowland Hopkins des Gonville and Caius College in Cambridge, vor allem über Embryologie und Morphogenese. 1936 hatte er Kontakt zu drei chinesischen Gastwissenschaftlern in seinem Labor. Eine Studentin, Lu Gwei-djen (Lu Guizhen, 1904–1991), Tochter eines Apothekers in Nanking, mit der er eine Affäre hatte und die er 1989 zwei Jahre nach dem Tod seiner ersten Frau Dorothy Moyle heiratete, lehrte ihn chinesische Schrift und brachte ihn auf die Idee, nach China zu reisen.
Er verbrachte als Wissenschaftler die Jahre von 1943 bis 1946 in Chongqing, wo er im Auftrag der Royal Society ein Projekt für chinesisch-britischen wissenschaftlichen Austausch leitete. Needham fand Kontakt zu chinesischen Gelehrten und Künstlern und reiste durch China. Er fand Hinweise, dass eine Reihe technischer Errungenschaften wie der Buchdruck, der Kompass, das Schießpulver, Hängebrücken und das Toilettenpapier, in China schon lange bekannt waren, bevor sie im Westen verbreitet waren. 1945 erschien sein erstes Buch dazu: Chinese Science. 1954 veröffentlichte er den ersten Band seines vielbändigen Werks Science and Civilisation in China, eines Standardwerks auf dem Gebiet der chinesischen Wissenschaftsgeschichte, das allerdings nicht unumstritten ist. Insbesondere wurde kritisiert, dass er die Bedeutung chinesischer Erfindungen übertrieben habe. Das Werk wurde von Coautoren auch nach seinem Tod fortgesetzt. Er verwendete für dieses Werk ein eigens geschaffenes Transkriptionssystem, eine modifizierte Wade-Giles-Transkription, die u. a. dessen übermäßigen Gebrauch von Apostrophzeichen bei aspirierten Anlauten vermeidet, indem es den Apostroph durch den Buchstaben h ersetzt. Für die Frage, warum der Westen trotz des früheren hohen Standes der chinesischen Wissenschaft diese am Ende überholte (Needhams Grand Question) machte Needham die Einflüsse des Konfuzianismus und Daoismus verantwortlich.
1946 leitete er die Abteilung Naturwissenschaften bei der UNESCO in Paris und kehrte 1948 ans Gonville and Caius College in Cambridge zurück, wo er sich hauptsächlich chinesischer Wissenschaftsgeschichte widmete, aber auch noch bis 1966 Biochemie unterrichtete. 1966 wurde er Master des Caius and Gonville College. 1990 ging er in den Ruhestand. Seit 1982 litt er an der Parkinsonkrankheit.
Infolge des Koreakrieges stand er 1952/53 einer internationalen Kommission vor, die US-amerikanische Kriegsverbrechen, bezüglich des Einsatzes biologischer Kampfstoffe in Nordkorea, feststellte. Nach Angaben seines Biographen Simon Winchester war er allerdings ein naiver Bewunderer des Kommunismus, der in diesem Zusammenhang von den Nordkoreanern hinters Licht geführt wurde. Needhams Beteiligung an dieser Kommission führte auch dazu, dass er in den USA bis in die 1970er Jahre auf einer „schwarzen Liste“ stand. 1965 gründete er mit dem ehemaligen Diplomaten Derek Bryan die Gesellschaft für Englisch-Chinesische Verständigung, über die lange Jahre Visum-Anträge von Briten laufen mussten, die China besuchen wollten.

### Trivia
Neben seinem ursprünglichen Namen trug er auch einen chinesischen Rufnamen. Bei viele Sinologen und in China selbst ist er überwiegend als Li Yuese (chinesisch 李約瑟 / 李约瑟, Pinyin Lǐ Yuēsè, Jyutping Lei5 Joek3sat1) bekannt.

## Ehrungen und Auszeichnungen
Needham wurde 1968 mit der George-Sarton-Medaille ausgezeichnet, dem höchst renommierten Preis für Wissenschaftsgeschichte der History of Science Society (HSS). Im gleichen Jahr erhielt er zudem die Leonardo-da-Vinci-Medaille, den wichtigsten Preis für Technikgeschichte der Society for the History of Technology (SHOT). Außerdem wurde ihm 1984 der J. D. Bernal Prize zuerkannt. 1979 erhielt er den Dexter Award für Chemiegeschichte. 1941 wurde er Fellow der Royal Society und 1971 der British Academy, 1972 wurde er in die American Academy of Arts and Sciences gewählt, 1978 in die National Academy of Sciences. 1992 erhielt er von der Queen die Companionship of Honour. In Cambridge ist eine „Joseph Needham Professorship of chinese history, science and civilization“ sowie das 1985 eröffnete Needham Research Institute auf dem Gelände des Robinson College nach ihm benannt.

## Werke

### Englischsprachige Ausgaben von „Science and Civilisation in China“
Die Reihe wird vom Needham Forschungsinstitut fortgesetzt und erschien bei Cambridge University Press.
- Band 1: Introductory Orientations (mit seinem Forschungsassistenten Wang Ling), 1954
- Band 2: History of Scientific Thought, 1956 (mit Wang Ling)
- Band 3: Mathematics and the Sciences of the Heavens and Earth, 1959 (mit Wang Ling)
- Band 4:
  - Teil 1 Physics (mit Kenneth Girdwood Robinson, Wang Ling), 1962
  - Teil 2 Mechanical Engineering, 1965 (mit Wang Ling)
  - Teil 3 Civil Engineering and Nautics (mit Wang Ling, Lu Gwei-djen) 1971
- Band 5 Chemistry and Chemical Technology:
  - Teil 1 Paper and Printing (mit Tsie Tsuen-Hsuin) 1985
  - Teil 2 Magisteries of Gold and Immortality (mit Lu Gwei-djen) 1974
  - Teil 3 Historical Survey, from Cinnabar Elixirs to Synthetic Insulin (mit Ho Ping-Yu, Lu Gwei-djen) 1976
  - Teil 4 Apparatus and Theory (mit Lu Gwei-djen und Nathan Sivin) 1980
  - Teil 5 Spagyrical Discovery and Invention: Physiological Alchemy (mit Lu Gwei-djen) 1983
  - Teil 6 Military Technology: Missiles and Sieges (mit Robin D. S. Yates, Krzysztof Gawlikowski, Edward McEwen, Wang Ling) 1994
  - Teil 7 The Gunpowder Epic (mit Ho Ping-Yu, Lu Gwei-Djen, Wang Ling) 1987
  - Teil 8 – [?]
  - Teil 9 Textile Technology: Spinning and Reeling (mit Dieter Kuhn) 1988
  - Teil 10 – [?]
  - Teil 11 Ferrous Metallurgy (mit Donald B. Wagner), 2008
  - Teil 12 Ceramic Technology (mit Rose Kerr, Nigel Wood, Tsa’i Mei-fen, Zhang Fukang), 2004
  - Teil 13 Mining (mit Peter Golas) 1999
- Band 6 Biology and Biological Technology:
  - Teil 1 Botany (mit Lu Gwei-djen, Huang Hsing-Tsung) 1986
  - Teil 2 Agriculture (mit Francesca Bray) 1984
  - Teil 3 Agroindustries and Forestry (Christian A. Daniels, Nicholas K. Menzies) 1996
  - Teil 4 Traditional Botany: an ethnobotanical approach (Georges Métailie) 2015
  - Teil 5 Fermentation and Food Science (Huang Hsing-Tsung) 2000
  - Teil 6 Medicine 2000 (Lu Gwei-djen, Nathan Sivin) 2000
- Band 7: Social Background:
  - Teil 1 Language and Logic in Traditional China (Christoph Harbsmeier), 1998
  - Teil 2 General Conclusions and Reflections (Kenneth Girdwood Robinson, Ray Huang), 2000

Eine kürzere Fassung gab Colin Ronan in fünf von 1980 bis 1995 erschienenen Bänden heraus (The Shorter Science and Civilisation: An abridgement of Joseph Needham’s original text).

### Deutschsprachige Ausgaben
- Chinas Bedeutung für die Zukunft der westlichen Welt. Dt. China-Gesellschaft, Köln 1977.
- Wissenschaft und Zivilisation in China. Teil 1. Übers.: Rainer Herbster. Suhrkamp, Frankfurt 1984, ISBN 3-518-57692-5; Suhrkamp-Taschenbuch Wissenschaft 754, 1988. ISBN 3-518-28354-5.
- Wissenschaftlicher Universalismus. Über Bedeutung und Besonderheit der chinesischen Wissenschaft. Hrsg., Übers.: Tilman Spengler. Suhrkamp, Frankfurt 1993; Suhrkamp-Taschenbuch Wissenschaft 264, ISBN 3-518-27864-9.

### Weitere Veröffentlichungen (Auswahl)
- mit L. Wang und Derek de Solla Price: Heavenly Clockwork. The great astronomical clocks of medieval China. Cambridge University Press, 1960.
- mit Lu Gwei-Djen: The coming of ardent water. In: Ambix. Band 19, 1972, S. 69–112.